# Chico (Texas)
Chico es una ciudad ubicada en el condado de Wise en el estado estadounidense de Texas. En el Censo de 2010 tenía una población de 1.002 habitantes y una densidad poblacional de 271,11 personas por km².

## Geografía
Chico se encuentra ubicada en las coordenadas 33°17′46″N 97°47′57″O / 33.29611, -97.79917. Según la Oficina del Censo de los Estados Unidos, Chico tiene una superficie total de 3.7 km², de la cual 3.7 km² corresponden a tierra firme y (0%) 0 km² es agua.

## Demografía
Según el censo de 2010, había 1.002 personas residiendo en Chico. La densidad de población era de 271,11 hab./km². De los 1.002 habitantes, Chico estaba compuesto por el 91.52% blancos, el 0.1% eran afroamericanos, el 0.7% eran amerindios, el 0.1% eran asiáticos, el 0% eran isleños del Pacífico, el 5.39% eran de otras razas y el 2.2% pertenecían a dos o más razas. Del total de la población el 13.07% eran hispanos o latinos de cualquier raza.